# Le Sacq
Le Sacq är en kommun i departementet Eure i regionen Normandie i norra Frankrike. Kommunen ligger i kantonen Damville som tillhör arrondissementet Évreux. År 2015 hade Le Sacq 290 invånare.

## Befolkningsutveckling
Antalet invånare i kommunen Le Sacq
Referens:INSEE